# سایانوتایپ

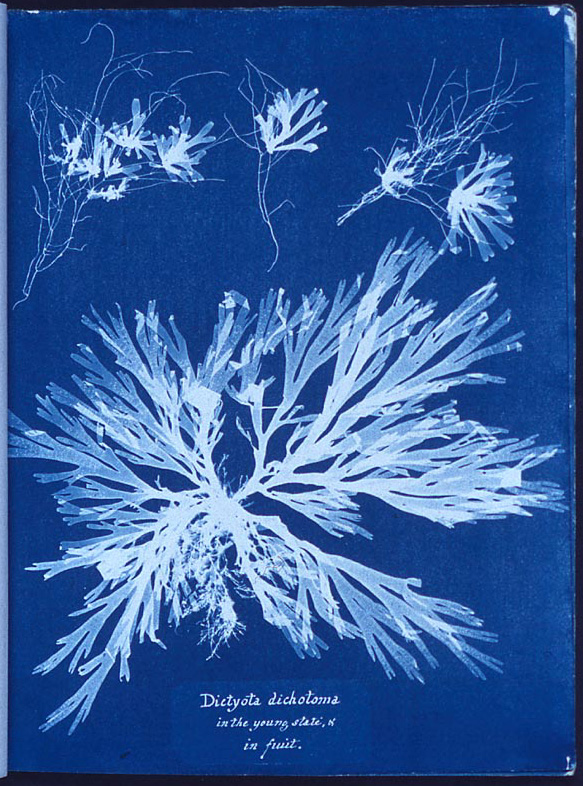
یک چاپ سایانوتایپ از جلبک‌ها اثر آنا اتکینز، گیاه‌شناس قرن نوزدهم

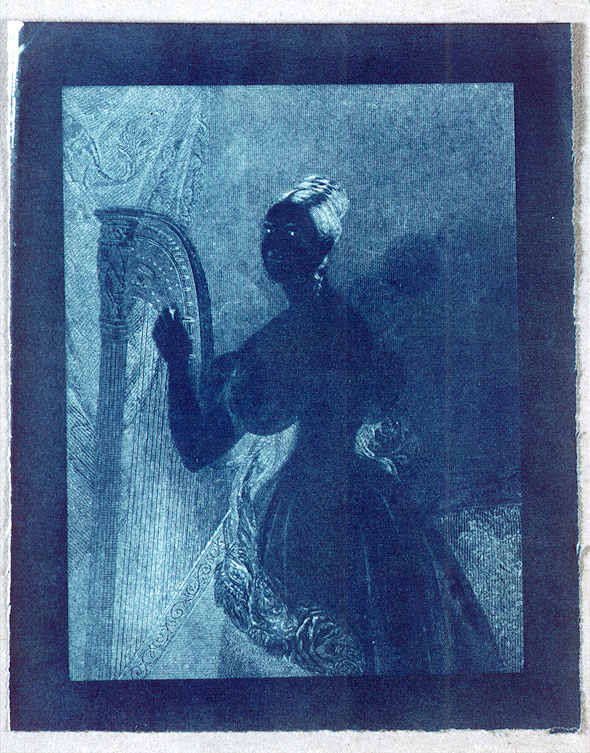
جان هرشل (۱۸۴۲) - چاپ آزمایشی سایانوتایپ از حکاکی زنی با چنگ، موزهٔ تاریخ علم

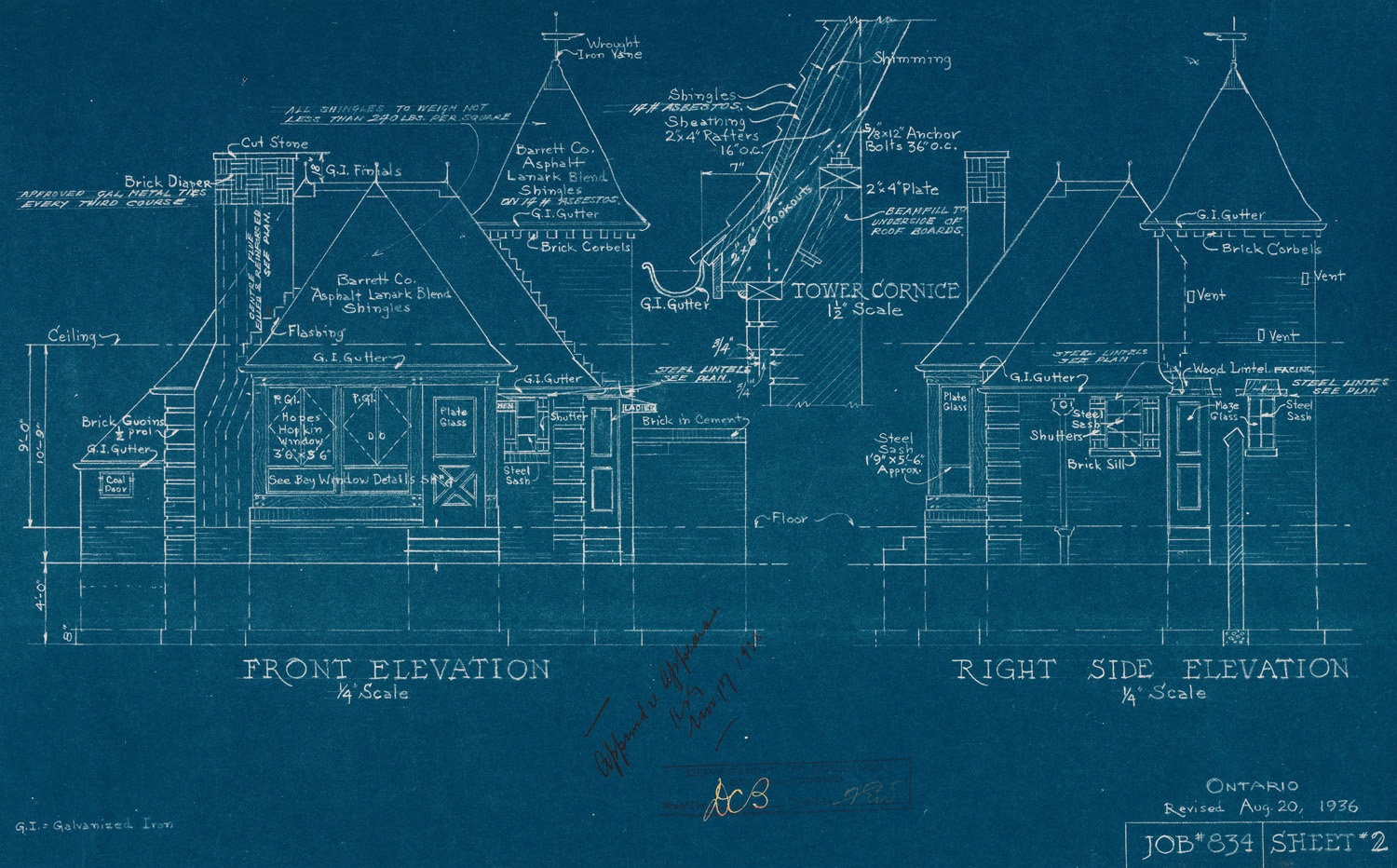
نقشهٔ معماری بلوپرینت، کانادا، ۱۹۳۶

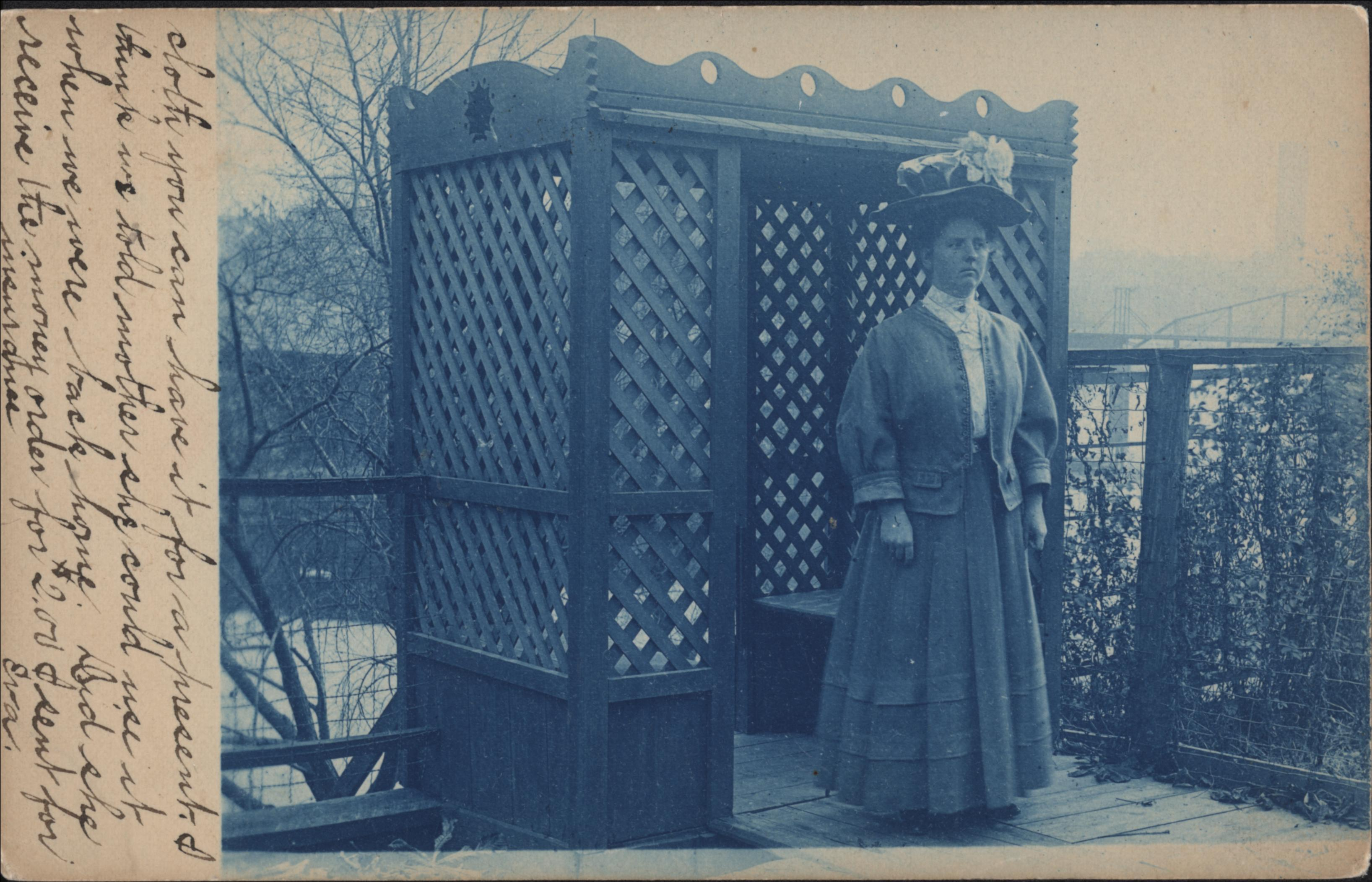
کارت‌پستال سایانوتایپ، ریسین، ویسکانسین، حدود ۱۹۱۰

سایانوتایپ (Cyanotype) (ریشهٔ واژه از یونانی به معنای: نشان آبی‌رنگ) یک روش چاپ عکاسی است که تصویر را به رنگ آبی تیره (نیل فرنگی) نشان می‌دهد. این فرایند در سال ۱۸۴۲ توسط جان هرشل ابداع شد و از ترکیب دو مادهٔ شیمیایی — آمونیوم فریک سیترات و پتاسیم فری‌سیانید — برای حساس کردن کاغذ یا پارچه به نور استفاده می‌شود. با قرار دادن اشیاء یا نگاتیو روی سطح آغشته‌شده و نور دادن به آن، تصویری سایه‌مانند به دست می‌آید. پس از شست‌وشو با آب، بخش‌های روشن شسته می‌شود و تصویر نهایی آبی‌رنگ باقی می‌ماند. این روش که در سال ۱۸۴۲ معرفی شد، به‌دلیل سادگی، ایمنی نسبی و زیبایی بصری، همچنان در هنر و آموزش کاربرد دارد.
سایانوتایپ یک فرمولاسیون چاپ عکاسی با واکنش کند است که به طیف محدودی از نور نزدیک-فرابنفش و نور آبی در بازهٔ ۳۰۰ تا ۴۰۰ نانومتر (اشعهٔ UVA) حساسیت دارد.

## تاریخچه
سایانوتایپ توسط جان هرشل کشف و نام‌گذاری شد. او در سال ۱۸۴۲ تحقیقاتی دربارهٔ تأثیر نور بر ترکیبات آهن منتشر کرد، با این امید که واکنش‌های شیمیایی نوری بتوانند طیف فروسرخ کشف‌شده توسط پدرش ویلیام هرشل و پرتوهای اکتینیسم کشف‌شده در ۱۸۰۱ توسط یوهان ویلهلم ریتر را برای چشم انسان قابل رؤیت کنند.
اگرچه یوهان ولفگانگ دوبراینر در سال ۱۸۳۱ دربارهٔ حساسیت نوری فریک اکسالات مقاله‌ای منتشر کرده بود، اما این ماده به‌اندازه‌ای نبود که بتواند تصویر مناسبی ایجاد کند و نیازمند واکنش دوم برای تثبیت دائمی بود.
آلفرد اسمی در سال ۱۸۴۰ با استفاده از الکتروشیمی شکلی خالص از پتاسیم فری‌سیانید را تهیه کرد که آن را برای جان هرشل فرستاد. نوآوری هرشل استفاده از آمونیوم فریک سیترات یا تارترات بود که در آن زمان به‌عنوان یک مقوی آهنی تجاری موجود بود. او این ماده را با ۱۶٪ پتاسیم فری‌سیانید مخلوط کرد تا حساس‌کننده‌ای برای پوشاندن کاغذ ساده بسازد. پس از نوردهی به آفتاب، نمک فریک کاهش یافته و با فری‌سیانید ترکیب می‌شود تا رنگ موسوم به نیلی فرنگی ایجاد کند.
آنا اتکینز، دوست خانوادهٔ هرشل، در فاصلهٔ ۱۸۴۳ تا ۱۸۶۱ با کمک آن دیکسون چندین آلبوم چاپ سایانوتایپ از نمونه‌های گیاهی و پارچه‌ای تهیه کرد، از جمله Photographs of British Algae: Cyanotype Impressions, که به‌عنوان نخستین کتاب‌های مصور به روش عکاسی شناخته می‌شوند.
جان مرسر در دههٔ ۱۸۵۰ این فرایند را برای چاپ عکس بر روی منسوجات پنبه‌ای به کار برد و راه‌هایی برای تغییر رنگ چاپ به ارغوانی، سبز، قهوه‌ای، قرمز یا مشکی کشف کرد.
همانند دیگر اختراعات عکاسی‌اش، جان هرشل فرایند سایانوتایپ را ثبت اختراع نکرد. شیمی‌دان George Thomas Fisher Jr. به‌سرعت اطلاعات مربوط به این شیوهٔ جدید را در کتابچه‌ای ۵۰ صفحه‌ای با عنوان Photogenic Manipulation در سال ۱۸۴۳ منتشر کرد. این کتاب حاوی دستورالعمل‌های ساده‌ای در زمینهٔ نظریه و عمل در هنر عکاسی شامل کالوتایپ، سایانوتایپ، فروتایپ، کریزوتایپ، آنتوتایپ، داگرئوتایپ و ترموگرافی بود. این کتاب در سال بعد به زبان‌های آلمانی و هلندی ترجمه شد. این روش به‌سرعت توسط عکاسان برجسته‌ای همچون هنری فاکس تالبوت و هنری بوسه پذیرفته شد و بهبود یافت. بوسه که برای آلبوم‌های ارائهٔ پل‌ها و سازه‌های فلزی کار می‌کرد، با دیدن جلوهٔ رنگ آبی تند در سایانوتایپ‌های پالودهٔ خود، از صفحات شیشه‌ای بزرگ، آنها را روی کاغذ فرانسوی مرغوب ۳۷ در ۴۳٫۶ سانتی‌متر چاپ کرد که دارای نشان آب «Johannot et Cie. Annonay, aloe's satin» بود و جلد چرمی داشت.
کاربرد تجاری این روش در سال ۱۸۷۲، یک سال پس از درگذشت هرشل، آغاز شد. شرکت Marion and Company در پاریس نخستین شرکتی بود که سایانوتایپ را با نام تجاری "Ferro-prussiate" برای بازتولید نگاره‌ای نقشه‌ها و طرح‌های فنی عرضه کرد؛ روشی که به دلیل هزینهٔ پایین و سهولت پردازش (که فقط به آب نیاز داشت)، بسیار موفق شد. این فرایند به همراه تولید کاغذهای بلوپرینت تا دههٔ ۱۹۴۰ روش غالب بازتولید اسناد بود.
در جریان محاصره مفکینگ در شهر مهیکنگ آفریقای جنوبی در جنگ بوئر دوم (۱۸۹۹–۱۹۰۰)، از این روش برای چاپ تمبر و اسکناس استفاده شد.
با این حال، فناوری سادهٔ سایانوتایپ در خارج از صنایع بزرگ در دسترس باقی ماند و به هنر فولکلور نیز راه یافت. فرانسوا برونه به استفاده از سایانوتایپ بر روی پارچه توسط زنان آمریکایی سازندهٔ لحاف‌های خانگی پس از سال ۱۸۸۰ اشاره می‌کند. Geoffrey Batchen نیز بیش از ۳۰ نمونه از عکس‌های خانوادگی اولیه بر روی پارچه را که در Eastman House نگهداری می‌شود و در بالش یا لحاف دوخته شده‌اند، ذکر می‌کند. Sandra Sider نیز این سنت را در کارهای هنری خود ادامه داده و از مدافعان افزایش گردآوری لحاف‌های هنری در موزه‌ها است.
سایانوتایپ در اصل نگاتیو تولید می‌کرد که روشنایی‌ها و تیرگی‌های تصویر یا شیء نوردهی‌شده را معکوس می‌کرد. با این حال، جان هرشل نسخهٔ پیچیده‌تری از این فرایند ابداع کرد که می‌توانست تصویر مثبت تولید کند، با امید به این که دستیابی به تصاویر با رنگ‌های طبیعی کامل ممکن شود. این دشواری‌ها در سال ۱۸۷۷ توسط Henri Pellet در روش Cyanofer (چاپ مستقیم مثبت با آهن و صمغ عربی) برطرف شد، که بعداً تجاری شد.
معایب فرمول مایک وِر (Ware) شامل هزینهٔ بالاتر، آمادگی پیچیده‌تر و سطحی از سمی بودن است.

### چاپ
ساده‌ترین نوع چاپ سایانوتایپ، فتوگرام است که با چیدن اشیاء بر روی کاغذ حساس‌شده ساخته می‌شود. گیاهان تازه یا خشک‌شده سوژه‌های رایجی هستند، اما هر شیء مات یا نیمه‌شفاف می‌تواند تصویر ایجاد کند. قرار دادن یک ورق شیشه‌ای روی اشیاء صاف تماس کامل با کاغذ را تضمین کرده و تصویری واضح به دست می‌دهد. در غیر این صورت، اشیای سه‌بعدی یا ناهموار بسته به زاویه و گسترهٔ منبع نور، تصویری محو یا متفاوت تولید می‌کنند.
کمیاگرام‌ها گونه‌ای از فتوگرام‌ها هستند. محلول سایانوتایپ به‌صورت نامنظم مالیده یا پاشیده می‌شود. گونه‌ای از نقاشی کنشی نیز از طریق شست‌وشو و کاربرد مکرر، همراه با چیدن اشیاء بر سطح، به‌دست می‌آید.
چاپ‌های پیچیده‌تر را می‌توان از آثار هنری یا نگاتیوهای عکاسی روی مواد شفاف یا نیمه‌شفاف تولید کرد. فرایند سایانوتایپ نور و تاریکی را معکوس می‌کند، بنابراین برای تولید تصویر مثبت نیاز به نگاتیو وجود دارد. نگاتیوهای عکاسی با فرمت بزرگ یا نگاتیو دیجیتال شفاف می‌توانند تصاویری با دامنهٔ کامل تونالیته تولید کنند، یا از طریق چاپ سنگی تصاویری با کنتراست بالا پدید آید.
سایانوتایپ را می‌توان با چاپ گام‌اویل یا با چاپ صمغی ترکیب کرد؛ در فرایند تفکیک رنگ‌ها برای تصویر تمام‌رنگی، لایهٔ آبی با سایانوتایپ فراهم می‌شود؛ همچنین می‌توان آن را با لایه‌ای نقاشی‌شده یا طراحی‌شده با دست ترکیب کرد.

### تاریک‌روشنی

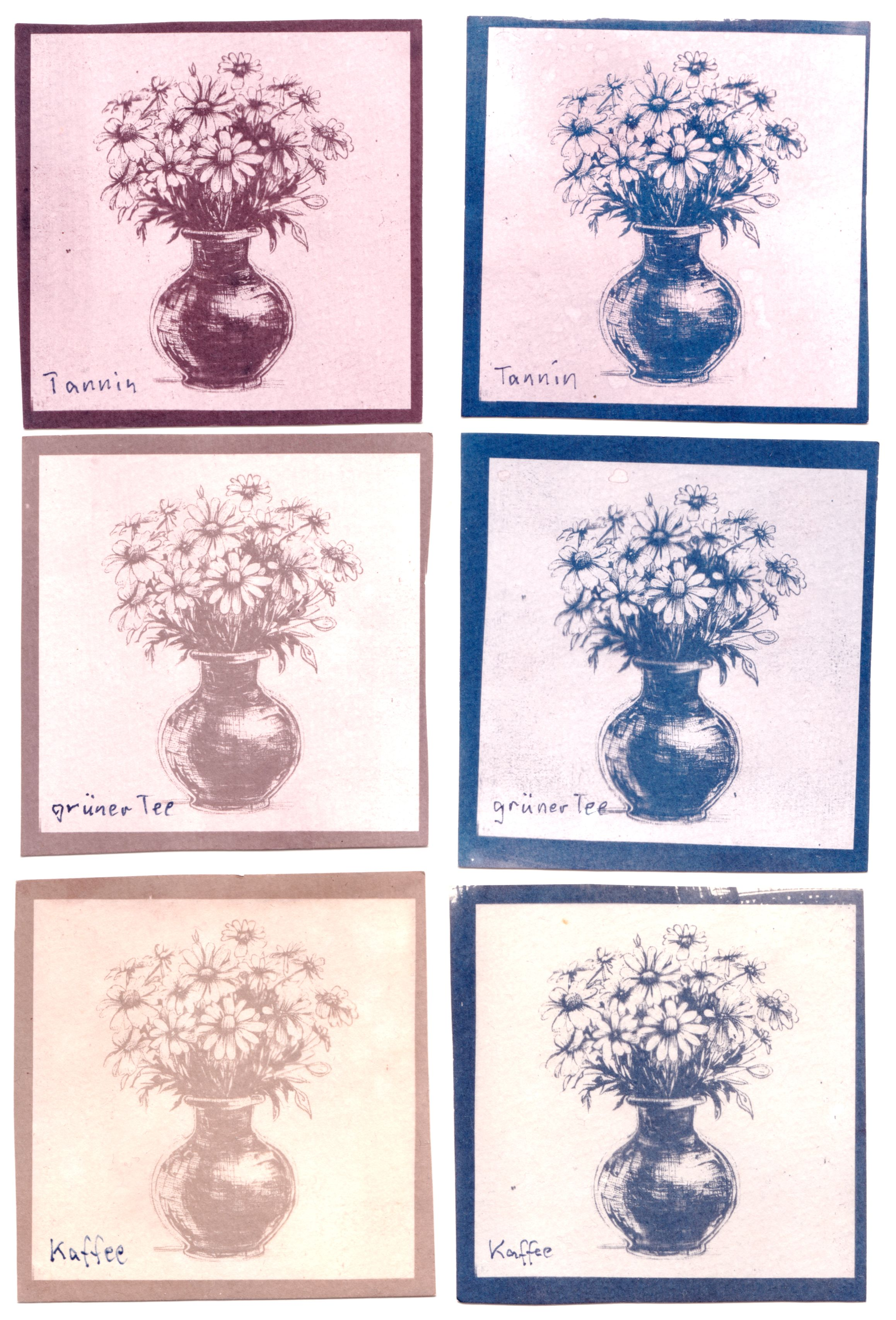
سایانوتایپ تقویت‌شده با تانن، چای و قهوه؛ سمت چپ - پیش از رنگ‌آمایی با سدیم کربنات سفید شده؛ تصویر گل ساخته‌شده با Image Creator

در سایانوتایپ، آبی رنگ غالب است، اما می‌توان جلوه‌های گوناگونی ایجاد کرد که به سه دستهٔ اصلی تقسیم می‌شوند: کاهش، تقویت و رنگ‌آمایی (تونینگ). معمولاً چاپ‌ها را پیش از رنگ‌آمایی سفید می‌کنند، اما می‌توان بدون سفیدکردن نیز رنگمایه‌هایی متفاوت ایجاد کرد.
- فرایندهای سفید کردن، شدت رنگ آبی را کاهش می‌دهند. مواد شیمیایی مانند سدیم کربنات، آمونیاک، بوراکس، ظاهرکننده‌های عکاسی مانند دکتول (Dektol) و حتی مایع سفیدکنندهٔ خانگی (که البته پایهٔ کاغذ را آسیب می‌زند) به‌کار می‌روند. مدت و میزان سفید کردن بستگی به ضخامت امولسیون و نوع رنگ‌آمایی دارد. پس از رسیدن به نتیجهٔ مطلوب، شست‌وشو با آب خالص برای توقف فرایند مهم است.[۲۵]
- فرایندهای تقویت‌کننده اثر آبی را شدیدتر می‌کنند. مواد مورد استفاده شامل هیدروژن پراکسید یا مواد اسیدی ضعیف مانند اسید سیتریک، آب لیمو، سرکه و اسید استیک هستند.[۲۳]
- رنگ‌آمایی با تغییر رنگ اکسید آهن در تصویر انجام می‌شود.[۲۳] عوامل مختلفی مانند چای، قهوه، شراب، ادرار، اسید تانیک یا اسید پیروگالیک می‌توانند رنگ را به طیفی از قهوه‌ای تا مشکی تغییر دهند.[۲۶] اغلب فرایندهای تونینگ تا حدی نواحی سفید تصویر را نیز رنگی می‌کنند.

### نگهداری بلندمدت
سایانوتایپ یکی از مقاوم‌ترین فناوری‌های چاپی دوران ویکتوریایی است و به‌طور کلی پایدار است، اما برخلاف بسیاری از فرایندهای تاریخی و مدرن، به محیط‌های باز واکنش منفی نشان می‌دهد. بنابراین توصیه نمی‌شود چاپ‌ها را در مقوای موزه‌ای دارای بافر قلیایی ذخیره یا ارائه کرد، زیرا باعث کمرنگ‌شدن تصویر می‌شود.
ویژگی غیرمعمول دیگر سایانوتایپ خاصیت احیای آن است: چاپ‌هایی که بر اثر نور زیاد محو شده‌اند، می‌توانند با نگهداری موقتی در تاریکی تا حد زیادی به رنگ اولیه بازگردند.
چاپ‌های سایانوتایپ روی پارچه ماندگار هستند اما باید با صابون بدون فسفات و به‌صورت دستی شسته شوند تا آبی به زرد تغییر نکند.
رنگ آبی به‌طور طبیعی به‌طور نمادین با دریا یا آسمان پیوند دارد. همان‌طور که عکاس آلمانی توماس کلنر دربارهٔ پرتره‌های چندسوراخی کوبیستی خود از عروسک‌های چینی در سال ۱۹۹۷ اشاره می‌کند: «من از رنگ آبی در این مجموعه به‌ویژه خوشحالم، زیرا آبی در پس‌زمینه عمقی متفاوت نسبت به چاپ مشکی دارد. آبی همچنان بی‌انتهاست، در حالی که مشکی معمولاً حالتی از پایان را القا می‌کند.»
فرم نگاتیوی ممکن است حس ناهماهنگی یا سوررئالی ایجاد کند؛ در حالی که در بسیاری از رسانه‌های هنری، سفید برای برجسته‌سازی یا قاب‌بندی سوژهٔ اصلی به‌کار می‌رود، در سایانوتایپ ممکن است عکس این حالت رخ دهد و هنرمند نیاز داشته باشد ایده‌های خود را با این اثر تطبیق دهد.
ظرفیت بیانی شیوهٔ به‌کارگیری امولسیون، با استفاده از قلم‌مو، اسکوییجی، غلتک، پارچه یا مهرزنی برای ایجاد جلوه‌های خوشنویسی، نیز اهمیت بسیاری دارد.
فرایند سایانوتایپ بسیار انعطاف‌پذیر است و می‌توان آن را در ابعاد بسیار بزرگ اجرا کرد. برای نمونه، در سال ۲۰۱۷ استفانوس تساکیریس یک سایانوتایپ به مساحت ۲۷۶٫۶۴ متر مربع در سالونیک خلق کرد. این چاپ، که رکورد جهانی بزرگ‌ترین چاپ سایانوتایپ را در اختیار دارد، با هدف آموزش عکاسی سایانوتایپ و افزایش آگاهی زیست‌محیطی ساخته شد.

## هنرمندان

### سدهٔ نوزدهم

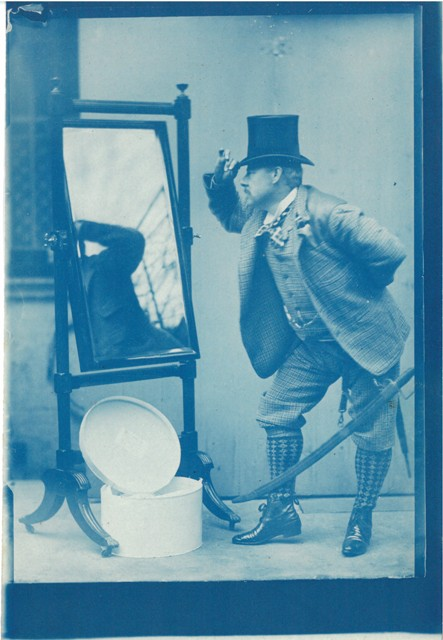
پرترهٔ خودنگاره ادوارد لاینلی سمبورن، ۱۰ ژانویه ۱۸۹۵، در حال مدل شدن برای کارتونی در پانچ (مجله) با عنوان «کاملاً انگلیسی، می‌دانید!»

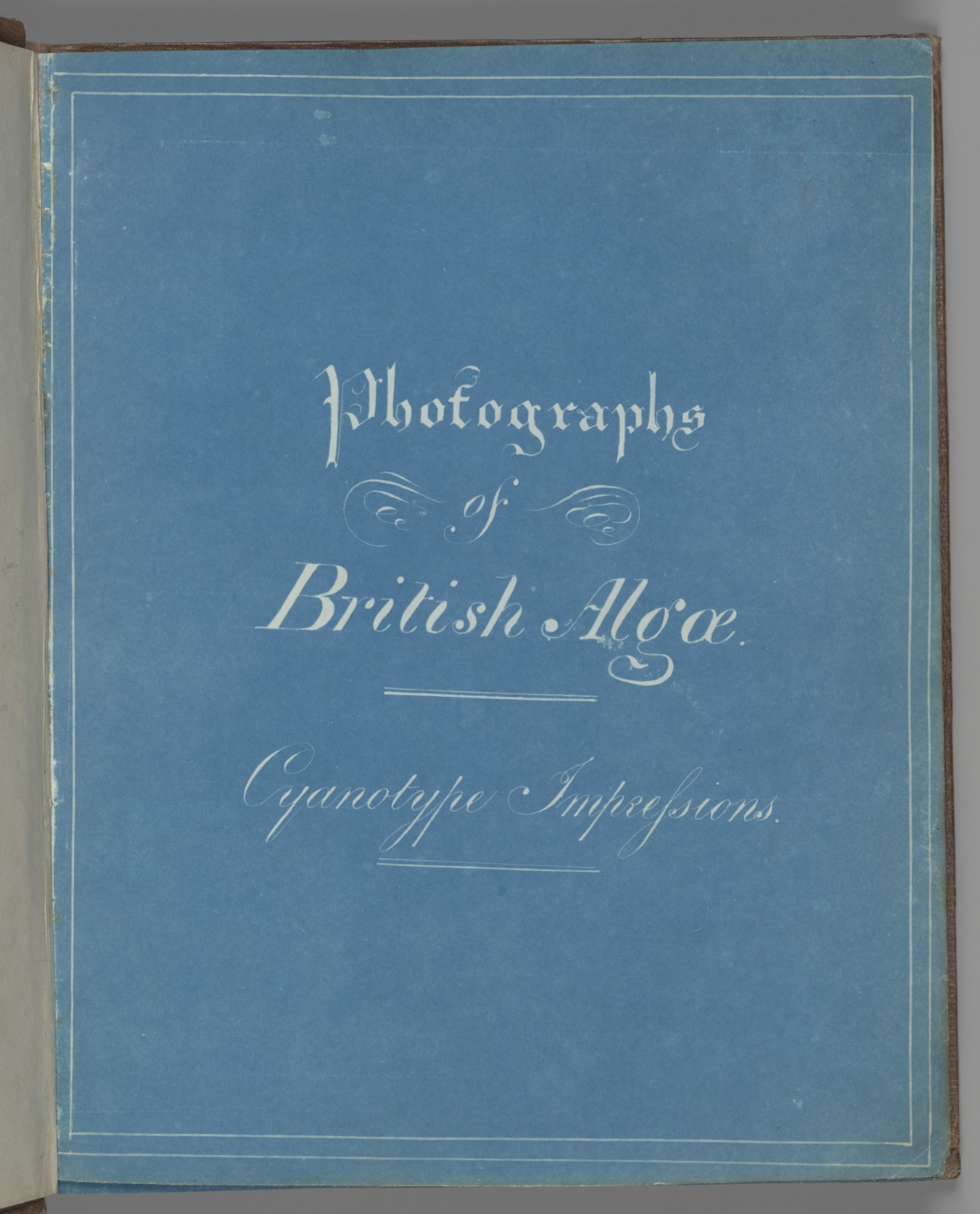
آنا اتکینز، عکس‌هایی از جلبک‌های بریتانیا: برداشت‌های سایانوتایپ، ۱۸۴۳–۱۸۵۳

#### بریتانیا
آنا اتکینز، که همچنین یک آبرنگ‌کار ماهر بود، در نمونه‌های گیاهی سایانوتایپی خود، به عنوان نخستین کسی که با این رسانه هنر آفرید شناخته می‌شود. در آثار او، گیاهان دریایی گویی در دریایی از آبی معلق هستند، و گرچه صدها تصویر او حس کنجکاوی علمی را ارضا می‌کند، کیفیت زیبایی‌شناسی آن‌ها الهام‌بخش هنرمندان سایانوتایپ از آن زمان تاکنون بوده است.
عکاسی سایانوتایپ در دورهٔ ویکتوریا محبوب بود، اما با پیشرفت عکاسی، محبوبیت خود را از دست داد. تا میانهٔ سدهٔ نوزدهم، تعداد کمی از عکاسان به بهره‌برداری از ویژگی‌های در دسترس آن ادامه دادند و در نمایشگاه بزرگ ۱۸۵۱، با وجود نمایش گستردهٔ فناوری عکاسی، تنها یک نمونه از فرایند سایانوتایپ به نمایش گذاشته شد. پیتر هنری امرسون نمونه‌ای از این دیدگاه بریتانیایی بود که سایانوتایپ را شایستهٔ خرید یا نمایش نمی‌دانست و اظهار داشت: «هیچ‌کس جز یک وندال یک منظره را به رنگ قرمز یا سایانوتایپ چاپ نمی‌کند.»
در نتیجه، این فرایند بیشتر به ابزار اثبات نگاتیوهای خانگی توسط عکاسان آماتور و تولید کارت پستالها محدود شد. با این حال، دانشمند بریتانیایی واشینگتن تیزدیل، عضو انجمن سلطنتی اخترشناسان بریتانیا، با ارائهٔ صدها سخنرانی در طول زندگی خود، یکی از نخستین افرادی بود که برای نمایش سخنرانی‌هایش از فانوس جادو استفاده کرد و تا سال ۱۸۹۰ آزمایش‌ها و نمونه‌های خود را با سایانوتایپ ثبت کرد. مجموعه‌ای از این آثار در موزه تاریخ علم آکسفورد نگهداری می‌شود.
ادوارد لاینلی سمبورن نیز از سایانوتایپ برای آرشیو تصاویر مرجع کارتونی‌هایش در مجله پانچ استفاده می‌کرد.

#### فرانسه
در فرانسه، کیوریتورها و هنرمندان، سایانوتایپ را پذیرفتند. کاریکاتوریست، تصویرگر، نویسنده و عکاس پرتره برتال (با نام واقعی شارل آلبر، ویکنت آرنو، کنت دو لیموژ-سن-سانس)، به همراه ایپولیت بایار، در دههٔ ۱۸۶۰ مأمور شد تا پرتره‌های سایانوتایپی از نگاتیوهای شیشه‌ای برای مجموعه انسان‌شناسی جامعه مردم‌نگاری تهیه کند. این پرتره‌ها با وجود اجرایی هنری، نیازهای علمی گروه را نیز برآورده می‌کردند؛ زیرا هر سوژه، برهنه و از نماهای جلو، پشت و نیمرخ در آتلیهٔ برتال عکاسی شده بود. پروژه همچنین از مزیت سهولت تکثیر سایانوتایپ برای انتشار بهره برد.
آنری لوسک پس از ترک عکاسی در سال ۱۸۵۶ برای ادامهٔ نقاشی و گردآوری آثار هنری، نسخه‌هایی از آثار مشهور خود را با سایانوتایپ بازچاپ کرد. این نسخه‌ها که در حدود سال ۱۸۷۰ تهیه شده‌اند، برای جلوگیری از از بین رفتن احتمالی آثار اصلی انجام شد. او تاریخ نگاتیوهای اصلی را بر نسخه‌های بازچاپ شده درج کرد و برخی از این آثار هنوز در وضعیت خوبی نگهداری می‌شوند. این آثار در مجموعه‌های فرانسوی به خوبی نمایندگی دارند.
از اوایل دههٔ ۱۸۵۰ تا دههٔ ۱۸۷۰، ژان-باتیست-کامی کورو و هنرمندان مرتبط با او در اطراف باربیزون، به استفاده از تکنیک کلیشه ورا (کلیشه شیشه‌ای نقاشی‌شده) روی آوردند. اگرچه بیشتر این آثار بر روی کاغذ چاپ نمک یا چاپ سفیده تخم‌مرغ چاپ می‌شدند، برخی از آن‌ها با سایانوتایپ تولید شدند.

#### ایالات متحده
در ایالات متحده، این رسانه تا سدهٔ بیستم دوام آورد. ادوارد مایبریج چاپ‌های تماسی سایانوتایپی از توالی حرکت حیوانات خود تهیه کرد، و ادوارد اس. کرتیس نیز سایانوتایپهایی مردم‌نگارانه از بومیان آمریکای شمالی ثبت کرد که در موزه جرج ایستمن نگهداری می‌شوند.

### پیکتوریالیسم
پیکتوریالیسم در سراسر اروپا و دیگر کشورهای غربی، در تلاش برای پذیرفته شدن عکاسی به‌عنوان شکلی از هنر، بر جنبه‌های دستی چاپ تأکید داشت، از نقاشی و طراحی تقلید می‌کرد و به مضامین و موضوعات نمادگرایی گرایش داشت. بسیاری از عکاسان این سبک، آماتورهای مورد احترام بودند که آثارشان در چارچوب «سالن» های بین‌المللی که توسط نهادهایی مانند باشگاه دوربین نیویورک برگزار می‌شد، مورد تقدیر قرار می‌گرفت. رقابت در این حوزه باعث ارتقای سطح تجربه‌ورزی فنی با تمام فرایندهای رایج آن دوران از جمله کالوتایپ، سایانوتایپ، چاپ صمغی، چاپ پلاتین، بروماویل و اتوکروم لومیر شد.
ترکیب‌های جسورانه در تصاویر خانگی و فضای باز کلارنس هادسون وایت از نقاشانی چون توماس ویلمر دِویینگ، ویلیام مریت چیس و جان وایت الکساندر تأثیر گرفته بود. روند پرزحمت کاری او شامل ظهور نگاتیوها، آزمایش با سایانوتایپ برای بررسی ابعاد و تناسب‌ها، و سپس چاپ نهایی با پلاتین بود که آن را به‌دقت و با بیانی شخصی رتوش می‌کرد. آلفرد اشتیگلیتس در پرتره‌ای از خود که توسط وایت در سال ۱۹۰۷ گرفته شده و اکنون در موزه هنر دانشگاه پرینستون نگهداری می‌شود، در چاپ سایانوتایپی که از آن باقی مانده، چهره‌ای به‌شدت انتقادی دارد.
در آغاز قرن بیستم، ادوارد استایکن، نقاش-عکاسی که با آلفرد اشتیگلیتس در ترویج عکاسی جدایی‌طلب و پیکتوریالیسم از طریق مجلهٔ Camera Work (۱۹۰۳–۱۹۱۷) همکاری می‌کرد، چاپ‌هایی از اثر دریاچه نیمه‌شب تولید کرد که اکنون در مجموعهٔ آثار اشتیگلیتس در مؤسسه هنر شیکاگو نگهداری می‌شوند. بررسی علمی این آثار در سال ۲۰۰۷ نشان داد که در چاپ‌های صمغ‌کرومات بر روی پلاتین، از سایانوتایپ نیز استفاده شده است. استایکن در نخستین شمارهٔ Camera Work چنین اظهار کرده بود: «هر عکس از ابتدا تا انتها جعلی است، عکسی کاملاً بی‌طرف و دست‌نخورده عملاً ناممکن است.»
پل بورتی-هاویلان، عکاس فرانکو-آمریکایی و داماد خانوادهٔ شرکت لالیک، در پرتره‌ها و برهنه‌های سایانوتایپ خود که میان سال‌های ۱۸۹۸ تا ۱۹۲۰ خلق شدند، گرایشی ژاپنی‌گرایانه نشان می‌دهد. همچنین فرد هالند دی، عکاس آمریکایی پیکتوریالیست، در سال ۱۹۱۱ عکس‌هایی سایانوتایپ از پسران جوان، برخی برهنه و برخی در لباس ملوانی، تهیه کرد که اکنون در کتابخانه کنگره نگهداری می‌شوند. شارل-فرانسوا ژاندل، هنرمند فرانسوی نیز تصاویری اروتیک از زنان در بند را در آتلیه‌اش در پاریس و سپس در منطقهٔ شارانت، میان سال‌های ۱۸۹۰ تا ۱۹۰۰ با سایانوتایپ چاپ کرد.
برتا جاکس، چاپگر آمریکایی و مخالف جریان مدرنیسم، که گرایش به جنبش هنر و پیشه داشت، از سال ۱۸۹۴ بیش از هزار عکس سایانوتایپ از گل‌های وحشی تهیه کرد.

### دریافت‌گری
هنرمند آمریکایی تئودور رابینسون که در فاصلهٔ سال‌های ۱۸۸۷ تا ۱۸۹۲ در ژیورنی به نقاشی می‌پرداخت و معاصر کلود مونه بود، پرتره‌ای از مونه و همچنین از انبارهای کاه معروف او را با سایانوتایپ ثبت کرد. رابینسون در یادداشتی نوشته است: «نقاشی مستقیم از طبیعت دشوار است، چون چیزها ثابت نمی‌مانند؛ دوربین کمک می‌کند تا تصویر در ذهن بماند.» او اغلب برای انتقال ترکیب‌بندی به بوم، شبکه‌ای بر روی سایانوتایپ یا چاپ‌های آلبومنی خود رسم می‌کرد، هرچند می‌دانست باید مراقب باشد تا وابستهٔ کامل به عکس نشود. آثار عکاسی او در موزه آرکل و بنیاد هنری ترا نگهداری می‌شود.

### نوین‌گرایی
رویکرد آرتور وسلی داو، هنرمند مدرنیست آمریکایی، بر پیکتوریالیستها تأثیرگذار بود. ترکیب‌بندی‌های ساده و بلیغ او از مناظر نیو انگلند، مانند درخت کاج (۱۸۹۵)، که با سایانوتایپ ثبت شده، بیانگر علاقهٔ او به ویژگی‌های تخت و تزیینی هنر ژاپنی و نیز نقاشی نبی‌ها بود؛ گرایشی که در دوران تحصیلش در فرانسه در او شکل گرفت.
در اروپا، یوزف سودک، که از او با عنوان «شاعر پراگ» یاد می‌شود، در دورهٔ نخست مدرنیسم، گاهی از سایانوتایپ برای دستیابی به جلوه‌هایی امپرسیونیستی استفاده می‌کرد.
لوییجی ورونزی، هنرمند اهل میلان که در زمینه‌های عکاسی، چاپ، نقاشی، طراحی صحنه و فیلم‌سازی تجربی فعال بود، با مباحث بین‌المللی پیرامون انتزاع‌گرایی آشنایی داشت و مجذوب ظرفیت‌های انتزاعی فتوگرام شد. او در نمایشگاهی در پاریس در سال ۱۹۳۴ با گروه بین‌المللی هنرمندان انتزاعی Abstraction-Création شرکت کرد و با فرنان لژه آشنا شد. لژه وام‌دار باله مکانیکی بود، و ورونزی نیز تحت تأثیر فراواقع‌گرایی و نقاشی‌های فراطبیعی‌گرایانهٔ جورجو د کیریکو قرار داشت. او همچنین با جوزپه کاوالی عکاس همکاری داشت و در سال ۱۹۴۷، گروهی به نام La Bussola (قطب‌نما) را بنیان گذاشت که باور داشت هنر «بی‌فایده» است. ورونزی، که از نظریه‌های ساخت‌گرایی و همچنین از کمونیسم تأثیر پذیرفته بود، از فتوگرام سایانوتایپ از سال ۱۹۳۲ برای آشکارسازی کیفیت‌های متافیزیکی اشیاء بهره گرفت.

### دوران اواخر مدرن

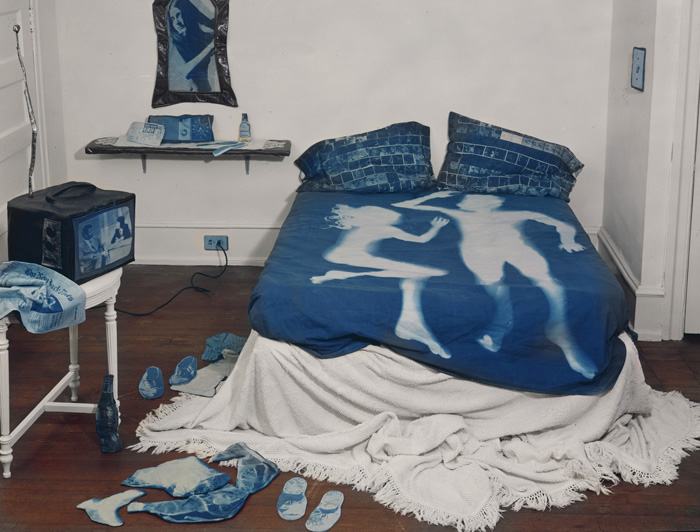
کاترین جنسن (۱۹۸۱) اتاق آبی، سایانوتایپ روی پارچه، ترکیب مواد.

در مقاله‌ای در سال ۲۰۰۸، اِی. دی. کولمن بازگشت به میراث روش‌های پیکتوریالیستی را در عکاسی هنری از سال ۱۹۷۶ به این‌سو تشخیص داد، گرایشی که در سایانوتایپ‌های پایانی فرانچسکا وودمن و در نگاتیوهای تماسی باربارا کستن و بئا نتلز نمود دارد.
وستون نیف، کیوریتور عکاسی در موزه جی. پل گتی لس‌آنجلس، در مقاله‌ای در سال ۱۹۹۸ در نیویورک تایمز به قلم لایل رِکسر، تأیید کرد که: «هنرمندان امروزی با نگاه به پیشگامان [عکاسی]، راهی برای بازگرداندن بیان شخصی به هنری می‌بینند که مجذوب فناوری شده است»؛ این به از دست رفتن «صمیمیت» در تصویرسازی دیجیتال اشاره دارد و دلیل گرایش به روش‌های فیزیکی و دستی مانند داگرئوتیپ، تین‌تایپ، سایانوتایپ، تصاویر استریوسکوپی، چاپ آلبومن، صفحات مرطوب کلودیونی است.
دیوید مک‌درموت و پیتر مک‌گاف، که در صحنهٔ هنری ایست ویلیج نیویورک دههٔ ۱۹۸۰ با هم آشنا شدند، تا سال ۱۹۹۵ به‌گونه‌ای افراطی خود را به سبک اشراف‌زادگان دورهٔ ویکتوریا بازسازی کردند و با دوربین‌ها و مواد قدیمی، سبک زندگی خود و اموالشان را مستندسازی کردند. آن‌ها نخستین الهام را از کشف سایانوتایپ گرفتند و آثار معاصر خود را به قرن نوزدهم نسبت دادند.

### دوران معاصر

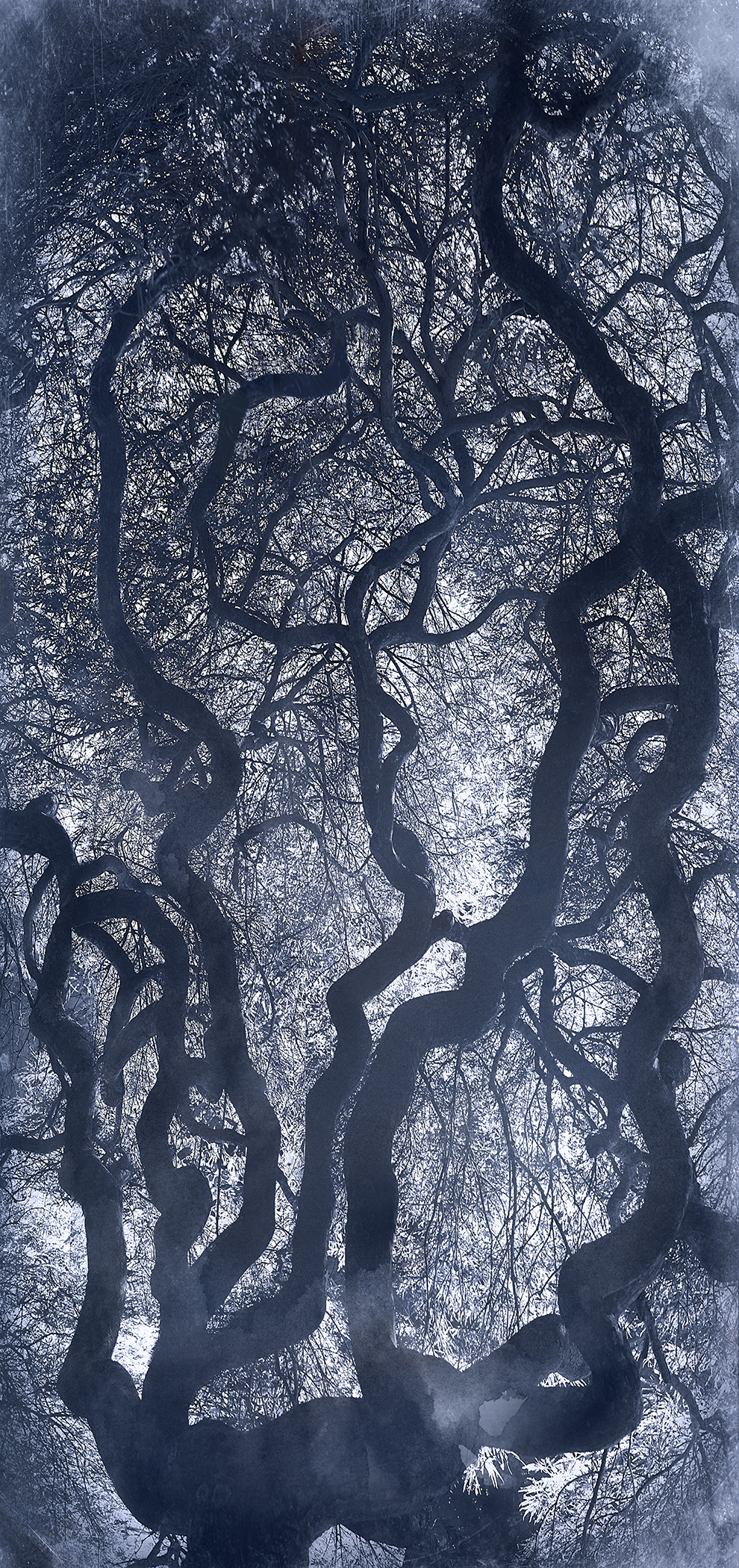
نیلی دوازدهم، اثر کیت کوردسن. سایانوتایپ روی کاغذ دست‌ساز

از سال ۲۰۰۰، هر سال حدود ده کتاب به زبان انگلیسی منتشر شده‌اند که در عنوان آن‌ها «سایانوتایپ» آمده است؛ در حالی که از ۱۸۴۳ تا ۱۹۹۹ در مجموع فقط ۹۵ عنوان کتاب با این واژه منتشر شده بود.
گرچه سایانوتایپ از آغاز شکل‌گیری‌اش یک رسانهٔ هنری بوده، شمار هنرمندانی که امروزه از این فرایند استفاده می‌کنند بسیار افزایش یافته و محدود به عکاسان نیست. در کتاب نمایشگاه بریتانیایی ۲۰۲۲ با عنوان Squaring the Circles of Confusion: Neo-Pictorialism in the 21st Century، هشت هنرمند معاصر: تاکاشی آری، سلین بُدن، سوزان درجز، دیوید جرج، جوی گرگوری، تام هانتر، یان فیلیپس-مک‌لارن و اسپنسر روول از مهارت عکاسی در راستای اهداف پست‌مدرنیسم، از جمله سایانوتایپ، بهره گرفته‌اند.

#### در سطح بین‌المللی
نخستین بررسی بین‌المللی سایانوتایپ در آمریکا در سال ۲۰۱۶ برگزار شد؛ نمایشگاه Cyanotypes: Photography's Blue Period در موزه هنر ورسستر کاربردهایی فراتر از چاپ تماسی سنتی را به نمایش گذاشت. آنی لوپز با چاپ سایانوتایپ روی کاغذ تاماله، آن‌ها را به شکل لباس دوخت؛ بروک ویلیامز با تغییر رنگ سایانوتایپ‌هایش با چای، روایت خود را به‌عنوان یک زن جامائیکایی-آمریکایی بیان کرد؛ و هیو اسکات-داگلاس با فتوگرام و انتزاع تجربه کرد.
در سال ۲۰۱۸، کتابخانه عمومی نیویورک آثاری از نوزده هنرمند معاصر را که از این رسانه استفاده می‌کردند به نمایش گذاشت. این نمایشگاه، ۱۷۵ سال پس از انتشار نخستین کتاب سایانوتایپ آنا اتکینز با عنوان British Algae برگزار شد و عنوان آن Anna Atkins Refracted: Contemporary Works بود.
از جمله هنرمندانی که هم‌اکنون با سایانوتایپ کار می‌کنند، می‌توان به این افراد اشاره کرد:

#### ایالات متحده آمریکا
کریستین مارکلی که با چینش نوارهای کاست و نوارهای بازشده، نت‌های موسیقی را در سایانوتایپ‌های شبکه‌ای پیشنهاد می‌دهد.
کیت کوردسن با الهام از زیبایی‌شناسی ژاپنی و پرهیز از پرسپکتیو دکارتی، مناظر دیواری‌مقیاس خلق می‌کند.
بتی هان از پیشگامان تلفیق سایانوتایپ با رسانه‌های دیگر مانند نقاشی دستی و گلدوزی، به‌عنوان بیانیه‌ای فمینیستی.
مگان ریپنهوف با قرار دادن کاغذهای حساس زیر امواج آب، مانند آنا اتکینز، تصاویر طبیعی را از میان ماسه و صدف و جریان آب به‌دست می‌آورد.

#### کانادا
ارین شیرف، هنرمند کانادایی، با فتوگرام‌های سایانوتایپ در مقیاس بزرگ، ترکیب‌های موقت سه‌بعدی خود را با نوردهی‌های چندساعته و اعمال تغییرات در طی فرایند، ثبت می‌کند.

#### آلمان
مارکو بروئر، هنرمند آلمانی، با خراش دادن سایانوتایپ‌ها روی کاغذ آبرنگ، مفهومی از گذر زمان را به تصویر می‌کشد.

#### ایسلند
اینگا لیسا میدلتون، هنرمند و فیلم‌ساز ایسلندی، با سایانوتایپ، نمایشی نوستالژیک از زادگاهش ارائه می‌دهد و از رنگ آبی به‌عنوان نماد هشدار نسبت به بحران زیست‌محیطی در دریا بهره می‌گیرد.

#### بریتانیا
ولید بشتی، هنرمند بریتانیایی مقیم آمریکا، در گالری باربیکن لندن اثری با عنوان A Partial Disassembling of an Invention Without a Future... را نمایش داد که متشکل از ۱۲٬۰۰۰ سایانوتایپ است و بازتاب تصویری یک سال از اکتبر ۲۰۱۳ تا سپتامبر ۲۰۱۴ است. این اثر با نوردهی اشیای موجود در کارگاه هنرمند روی کاغذ، مقوا یا چوب پوشیده از سایانوتایپ ساخته شده است.
در آوریل ۲۰۲۳، ماریا لیوسی، طراح-سازندهٔ اسکاتلندی، آزمایش با سایانوتایپ روی پارچه‌های نازک موسلین و ابریشم را به‌عنوان بخشی از کاوش در نشانه‌گذاری و تصویرسازی در زمینهٔ نونو فلتینگ آغاز کرد.